# 뱅드림! 로젤리아 에피소드 I : 약속
《뱅드림! 로젤리아 에피소드 I : 약속》(영어: BanG Dream! Episode of Roselia I：Promise)는 2021년 개봉한 일본의 애니메이션, 음악, 뮤지컬, 드라마 영화이다.
 코다이 카키모토가 감독을 맡았다.
 일본은 2021년 4월 23일에 대한민국은 2021년 6월 3일에 개봉되었다.

## 출연진
- 아이바 아이나 - 미나토 유키나 목소리 역
- 쿠도 하루카 - 히카와 사요 목소리 역
- 나카시마 유키 - 이마이 리사 목소리 역
- 사쿠라가와 메구 - 우다가와 아코 목소리 역
- 시자키 카논 - 시로카네 린코 목소리 역